# Юраше
Юраше (пол. Jurasze) — село в Польщі, у гміні Сідра Сокульського повіту Підляського воєводства.
Населення — 125 осіб (2011).
У 1975-1998 роках село належало до Білостоцького воєводства.

## Демографія
Демографічна структура станом на 31 березня 2011 року:
|          | Загалом | Допрацездатний вік | Працездатний вік | Постпрацездатний вік |
| -------- | ------- | ------------------ | ---------------- | -------------------- |
| Чоловіки | 64      | 12                 | 43               | 9                    |
| Жінки    | 61      | 5                  | 36               | 20                   |
| Разом    | 125     | 17                 | 79               | 29                   |